# Ballina Byron Gateway Airport
Ballina Byron Gateway Airport är en flygplats i Australien. Den ligger i kommunen Ballina och delstaten New South Wales, i den sydöstra delen av landet, omkring 600 kilometer norr om delstatshuvudstaden Sydney.
Närmaste större samhälle är Ballina, nära Ballina Byron Gateway Airport. Genomsnittlig årsnederbörd är 1 858 millimeter. Den regnigaste månaden är januari, med i genomsnitt 298 mm nederbörd, och den torraste är oktober, med 40 mm nederbörd.